# Taiheiyo Masters
De Taiheiyo Masters is een golftoernooi van de Japan Golf Tour.
De eerste editie van dit toernooi was in 1972. Van de eerste 14 toernooien werden er acht door Amerikaanse spelers gewonnen en zes door Japanners. Van de 24 andere edities werd de helft door Japanse spelers gewonnen. Lee Westwood won het toernooi drie keer, Graeme McDowell, José María Olazabal en Masashi Ozaki twee keer. 
Sinds 2001 heet het toernooi de Mitsui Sumitomo VISA Taiheiyo Masters

## De banen
De eerste vier edities van dit toernooi werden gespeeld op de Sobu baan van de Sobu Country Club. Sinds 1977 wordt het toernooi op de  Gotemba Course van de Taiheiyo Club gespeeld.

## Winnaars
| Taiheiyo Masters - 1972: Gay Brewer - 1973: Masashi Ozaki - 1974: Gene Littler - 1975: Gene Littler - 1976: Jerry Pate - 1977: Bill Rogers - 1978: Gil Morgan - 1979: Norio Suzuki - 1980: Norio Suzuki - 1981: Danny Edwards - 1982: Scott Hoch - 1983: niet gespeeld - 1984: Shinsaku Maeda - 1985: Tsuneyuki Nakajima - 1986: Yasuhiro Funatogawa VISA Taiheiyo Masters - 1987: Graham Marsh - 1988: Seve Ballesteros - 1989: José María Olazabal - 1990: José María Olazabal - 1991: Roger Mackay Taiheiyo Masters - 1992: Masashi Ozaki | Sumitomo VISA Taiheiyo Masters - 1993: Greg Norman - 1994: Masashi Ozaki - 1995: Satoshi Higashi - 1996: Lee Westwood - 1997: Lee Westwood - 1998: Lee Westwood - 1999: Hirofumi Miyase - 2000: Toshimitsu Izawa Mitsui Sumitomo VISA Taiheiyo Masters - 2001: Toshimitsu Izawa - 2002: Tsuneyuki Nakajima - 2003: Kiyoshi Murota - 2004: Darren Clarke - 2005: Darren Clarke - 2006: Tsuneyuki Nakajima - 2007: Brendan Jones - 2008: Shingo Katayama - 2009: Yasuharu Imano - 2010: Ryo Ishikawa - 2011: Hideki Matsuyama |

## Play-off
Zes keer is het toernooi in een play-off geëindigd:
- In 1973 won Osaki van Bert Yancy
- In 1980 won Suzuki van Natashi Ozaki
- In 1985 won Nakajima van David Graham
- In 1996 won Lee Westwood van Jeff Sluman en Costantino Rocca
- In 1999 won Miyase van Ryoken Kawagishi en Darren Clarke, die in 2004 en 2005 won
- In 2008 won Katayama van Yasuharu Imano, die een jaar later won